# Franc Rode
Franc Rode (sinh 1934) là một Hồng y người Slovenia của Giáo hội Công giáo Rôma. Ông hiện đảm trách vai trò Hồng y Đẳng Linh mục Nhà thờ S. Francesco Saverio alla Garbatella. Trước khi hồi hưu, ông từng đảm nhiệm chức danh Tổng trưởng Thánh bộ Tu sĩ trong vòng 7 năm, từ năm 2004 đến năm 2011.
Vốn xuất thân từ tầng lớp giáo sĩ phục vụ trong Giáo triều Rôma, Hồng y Franc Rode từng đảm nhận nhiều chức danh quan trọng khác nhau tại đây, cụ thể với các chức vụ: Phó Tổng Thư ký Ban Thư ký Dành cho người Ngoài Công giáo (1982-1987), Tổng Thư ký Hội đồng Giáo hoàng về Đối thoại với Người ngoài Công giáo (1987 - 1993), Tổng Thư ký Hội đồng Giáo hoàng về Văn hóa (1993 - 1997), Tổng giám mục đô thành Tổng giáo phận Ljubljana (1997-2004), Tổng trưởng Thánh bộ Tu sĩ (2004-2011). Tại Hội đồng Giám mục Slovenia, ông từng đảm nhận vai trò Chủ tịch từ năm 1997 đến năm 2004.

## Tiểu sử
Hồng y Franc Rode sinh ngày 23 tháng 9 năm 1934 tại Ljubljana, Slovenia. Sau quá trình tu học dài hạn tại các cơ sở chủng viện theo quy định của Giáo luật, ngày 29 tháng 6 năm 1960, Phó tế Franc Rode, 26 tuổi, tiến đến việc được truyền chức linh mục. Tân linh mục được cử hành các nghi thức truyền chức bởi Giám mục André-Jean-François Defebvre, C.M., Giám mục chính tòa Giáo phận Ninh Ba. Vị linh mục trẻ là thành viên của linh mục đoàn Thánh bộ Truyền giáo.
Phục vụ tại Giáo triều Rôma, linh mục Rode từng giữ nhiều vai trò quan trọng như Phó Tổng Thư ký Ban Thư ký Dành cho người Ngoài Công giáo trong giai đoạn từ năm 1982 đến năm 1987. Sau khi rời nhiệm vụ tại Ban Thư ký Dành cho người Ngoài Công giáo, ông được bổ nhiệm làm Tổng Thư ký Hội đồng Giáo hoàng về Đối thoại với Người ngoài Công giáo và giữ chức vị này đến năm 1993, khi được bổ nhiệm làm Tổng Thư ký Hội đồng Giáo hoàng về Văn hóa.
Sau khoảng thời gian dài 37 năm thi hành các công việc mục vụ trên thẩm quyền và cương vị của một linh mục, ngày 5 tháng 3 năm 1997, Tòa Thánh loan báo Giáo hoàng đã quyết định tuyển chọn linh mục Franc Rode, 63 tuổi, gia nhập Giám mục đoàn Công giáo Hoàn vũ, với vị trí được trao phó là Tổng giám mục đô thành Tổng giáo phận Ljubljana. Lễ tấn phong cho vị giám mục tân cử được tổ chức sau đó vào ngày 6 tháng 4 cùng năm, với phần nghi thức truyền chức được cử hành cách trọng thể bởi 3 giáo sĩ cấp cao, gồm chủ phong là Tổng giám mục Alojzij Šuštar, Nguyên Tổng giám mục Ljubljana; hai vị giáo sĩ còn lại, với vai trò phụ phong, gồm có Tổng giám mục Franc Perko, Tổng giám mục đô thành Tổng giáo phận Beograd (-Smederevo) và Tổng giám mục Aloysius Matthew Ambrozic, Tổng giám mục đô thành Tổng giáo phận Toronto, Ontario. Tân giám mục chọn cho mình châm ngôn:STATI INU OBSTATI.
Ngày 11 tháng 2 năm 2004, ông được chọn làm Tổng trưởng Thánh bộ Tu sĩ. Qua Công nghị Hồng y 2006 được cử hành ngày 24 tháng 3 năm 2006, Giáo hoàng Biển Đức XVI vinh thăng Tổng giám mục Franc Rode tước vị Hồng y Đẳng Phó tế Nhà thờ S. Francesco Saverio alla Garbatella. Tân Hồng y sau đó đã đến cử hành các nghi thức nhận nhà thờ hiệu tòa vào ngày 13 tháng 5 cùng năm.
Ngày 4 tháng 1 năm 2011, Tòa Thánh chấp thuận đơn xin về hưu của ông vì lý do tuổi tác, theo Giáo luật. Ngày 20 tháng 6 năm 2016, ông được thăng Đẳng Hồng y Linh mục.